# Chłopska Brygada Wymierzania Sprawiedliwości

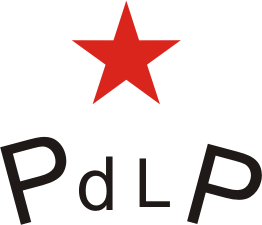
Logo Partii Ubogich (Partido de los Pobres)

Chłopska Brygada Wymierzania Sprawiedliwości (hiszp. Brigada Campesina de Ajusticiamiento, BCA) – grupa partyzancka z Meksyku.

## Historia
Ugrupowanie było zbrojnym skrzydłem Partii Ubogich (Partido de los Pobres). Działalność tej wiejskiej partyzantki przypadła na lata 1967–1974 i obejmowała stan Guerrero. Początkowo działalność Chłopskiej Brygady nie miała charakteru powstańczego. Grupa powstała jako organizacja samoobrony po krwawym stłumieniu protestów społecznych w maju 1967 roku. Partyzanci cieszyli się dużym poparciem wśród miejscowej ludności chłopskiej. Członkowie Chłopskiej Brygady mieli na koncie ataki na wojsko, grabieże, napady na banki oraz porwania dla okupu. W 1974 roku bojownicy uprowadzili senatora Rubéna Figueroa Figueroa. Wydarzenie to spowodowało zwiększenie rządowego zaangażowania w walkę z partyzantką. W trakcie likwidacji oddziałów partyzanckich siły rządowe spacyfikowały setki wsi. Zatrzymani rebelianci i ich sympatycy byli zabijani oraz poddawani torturom. W czerwcu 1974 roku lotnictwo przeprowadziło serię bombardowań obszarów, gdzie znajdować się miały siedziby Chłopskich Brygad. Niedobitki Chłopskiej Brygady wycofały się do stanu Morelos, gdzie zasiliły mniejsze ugrupowania partyzanckie.

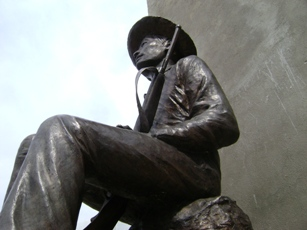
Pomnik Lucio Cabañasa w Atoyac de Álvarez

Założycielem i przywódcą grupy był działacz socjalistyczny Lucio Cabañas. Został on zabity w rządowych pacyfikacjach w grudniu 1974 roku.

## Ideologia
Mimo lewicowych konotacji, grupa wprost nie odwoływała się do socjalizmu. 